# Werner Trio
Werner Trio (Hemiksem, 26 oktober 1959) is een Belgische programmamaker, presentator en journalist.
Werner Trio studeerde Germaanse filologie aan de Katholieke Universiteit Leuven van 1977 tot 1981.
Hij begon zijn journalistieke loopbaan bij de nieuwsdienst van de VRT in 1992. In 2000 vervoegde hij de klassieke radiozender Klara, die toen de amibitie had om 'Radio 3 om te vormen naar een bredere cultuurzender'. Hij presenteerde er muzikale, culturele, historische, maatschappelijke, wetenschappelijke, filosofische en politiek-economische discussieprogramma's. Hij was van 2006 tot 2019 verantwoordelijk voor zijn wekelijkse programma Trio. Later maakte en presenteerde hij Vrijdag en Zeitgeist. Voor Canvas werkte hij als interviewer mee aan het programma Goudvis.
Hij gaf een tijdlang les aan de AP Hogeschool Antwerpen , anunnuntia instituut te Wijnegem en is klassiek zanger. Hij trad op met vocale ensembles als Currende, Il Fondamento, La Petite Bande en het Vlaams Radiokoor.
Trio heeft drie zoons, onder wie Marijn, die eveneens journalist is bij de VRT, gespecialiseerd in Rusland, Oekraïne en Oost-Europa en Lieven die filmjournalist is.

## Programma's
- Goudvis
- Trio
- Vrijdag
- Zeitgeist